# راه‌آهن آمل
راه‌آهن برقی رودهن-آبعلی-لاریجان-آمل خط مترو-راه‌آهن در دست مطالعه در کناره‌ی جاده هراز است، که مسیر تهران به آمل و برعکس را در ۵۵ دقیقه طی می‌کند.

## تاریخچه
در سال ۱۲۶۵ شمسی (حدود ۱۸۸۶ میلادی)، یک شرکت بلژیکی خط راه‌آهن کوتاهی بین محمودآباد و آمل احداث کرد که یکی از اولین تلاش‌ها برای توسعه حمل‌ونقل ریلی در ایران بود. این خط با هدف اتصال به تهران طراحی شده بود، اما به دلیل مشکلات مالی، اختلافات با دولت ایران، و مسائل سیاسی متوقف شد و به مرور زمان تخریب شد. این پروژه نشان‌دهنده اهمیت تاریخی آمل به‌عنوان یک مرکز ارتباطی در مازندران است.

## تصویب و اجرا
این طرح در فهرست رسمی بودجه مجلس شورای اسلامی سال ۱۳۹۰ به عنوان پروژه ملی به تصویب رسید.
با مشخص شدن پیمانکار قطعه اول این پروژه به طول ۲۰ کیلومتر، عملیات احداث این قطعه از مرداد سال ۱۳۹۳ پس از عقد قرارداد با عملیات تجهیزات کارگاه‌ها و نقشه‌برداری از کل مسیر توسط آبادراهان پارس آغاز شد.
در آخرین جلسه توسعه راه‌آهن شمال و جلسه مشارکت سرمایه گذاری احداث راه آهن تهران - لاریجان - آمل که با حضور معاون وزیر و سرپرست شرکت ساخت و توسعه، استاندار مازندران و مدیران شرکت ساخت و توسعه با نمایندگان شرکت سی‌آرآرسی چین در ۲۹ آبان ۱۴۰۳ برگزار شد، مقرر شد، این راه آهن با حمایت این کمپانی در کنسرسیومی متشکل از پیمانکاران ایرانی و چینی آغاز شود.

## مسیر و بودجه
طول مسیر این مترو از تهران، رودهن، آبعلی و آمل حدود ۱۴۰ کیلومتر است که بین ۲۰ تا ۳۰ کیلومتر آن تونل‌هایی در زیر کوه‌ها و پل‌های بزرگ است و برآورد هزینه اجرای این پروژه نیز بین یک تا ۱٬۵ میلیارد یورو است.

## ساخت
کل پروژه از رودهن شروع و پس از طی مسیری به طول ۱۳۷ کیلومتر به آمل می‌رسد. قرار بود این مترو در ظرف ۷ سال احداث شود.